# HTC Desire 620
HTC Desire 620 – smartfon firmy HTC z czterordzeniowym procesorem.
Desire 620 cechuje 5" dotykowy wyświetlacz.
Desire 620 posiada czterordzeniowy procesor Qualcomm Snapdragon 410 8916 o taktowaniu 1,2 GHz. Ma 1 GB pamięci operacyjnej oraz 8 GB pamięci wbudowanej. Smartfon HTC pracuje pod kontrolą systemu Android w wersji 4.4.4 KitKat. One X ma też aparat o rozdzielczości 8 megapikseli.